# Descanso na Fuga para o Egito (Patinir)
Descanso na Fuga para o Egipto é uma pintura a óleo sobre madeira de cerca de 1515 do mestre flamengo do renascimento Joachim Patinir que se encontra actualmente na Gemäldegalerie de Berlim.
Subsiste, no entanto, a dúvida sobre a possível participação de outros pintores na sua execução. A natureza morta em primeiro plano, o desenho da Virgem Maria e os seus gestos distintivos, e a paisagem em segundo plano com as suas cores incomuns na obra de Patinir, parecem revelar várias influências e, provavelmente, uma execução colectiva.
Joachim Patinir é considerado um dos criadores do género "paisagem" na pintura ocidental. E o Descanso na Fuga para o Egito é um dos temas da sua predilecção pois contam-se, pelo menos, cinco pinturas suas, ou da sua oficina, que tratam este episódio bíblico (ver Galeria). Esta pintura pertence ao segundo período (1515-1519) da sua vida artística, de acordo com a análise de Robert A. Koch,  e mais especificamente ao início da sua carreira como mestre livre registado na Guilda de São Lucas de Antuérpia..

## Descrição
Este pintura a óleo sobre madeira de tamanho médio ilustra muito bem o estilo do artista que é caracterizado pela utilização da perspectiva atmosférica oferecendo ao espectador uma visão panorâmica em mergulho. A composição inclui os três planos principais habituais: um primeiro plano muito escuro em que estão localizadas as principais figuras e os seus acessórios, bem como elementos vegetais (ervas, flores, uma árvore e um arbusto quase morto); um plano intermédio dominado pelo verde e ocre da qual no qual emerge um maciço rochoso de tom cinza; e um plano de fundo azul com relevos notáveis que atingem o céu nebuloso de tom próximo. Pode-se notar o uso nesta obra de uma paleta de cores inabitual para o artista, sobretudo no plano intermédio, o que poderá indicar uma colaboração.

### O tema
Para escapar ao massacre de crianças com menos de dois anos ordenado pelo rei Herodes, para supostamente eliminar o nascido "Rei dos Judeus", conforme fora testemunhado pelos Reis Magos, José e Maria com o recém-nascido Menino Jesus partem da Judeia para o Egito. O Descanso na Fuga para o Egito  representa portanto uma paragem da Sagrada Família nesta sua viagem que é contada no Evangelho de Mateus (Mateus 2:13-23).

### Os motivos
O quadro combina os motivos habituais do artista, como a paisagem em pano de fundo representando um estuário e a sua costa acidentada pontilhada de rochedos, com outros menos pessoais que parecem ter sido colhidos de vários artistas nórdicos do seu tempo.

#### A natureza morta
A cesta que está em primeiro plano teve provavelmente como modelo a pintura Descanso durante a Fuga para o Egito, de c. 1510, de Gerard David, que se encontra actualmente na National Gallery of Art, em Washington, e onde aparece uma cesta muito semelhante, bem como outra pintura também de Gerard David e também sobre o mesmo tema, Descanso durante a Fuga para o Egito, de c. 1515, que se encontra no Museu do Prado de Madrid. Com a cabaça, a saca e o bordão, a cesta forma uma verdadeira natureza-morta que se encontrada em todas as suas obras sobre o mesmo tema (ver Galeria), com a excepção da pintura que está em Minneapolis.

#### A Virgem Maria
Segundo Robert A. Koch, a figura da Virgem Maria com o Menino é de Joos van Cleve, atendendo às obras deste Vierge à l'enfant avec le vin, do Museu de Budapeste, e Vierge à l'enfant, do Kunsthistorisches Museum, de Viena. Acrescenta em apoio desta tese um Descanso na Fuga para o Egipto do atelier de van Cleve em que encontramos os motivos de Patinir (natureza-morta com cesto, saco e vara e a paisagem com rochedos irregulares).
Para Alejandro Vegara, a figura da Virgem Maria é vagamente inspirada na gravura Madone au singe, obra de c. 1498 de Albrecht Dürer, e a expressão do Menino Jesus é muito semelhante à representada na pintura A Dádiva de Kalmthout, de c. 1511 de Goswin van der Weyden que está na Gemäldegalerie de Berlim.

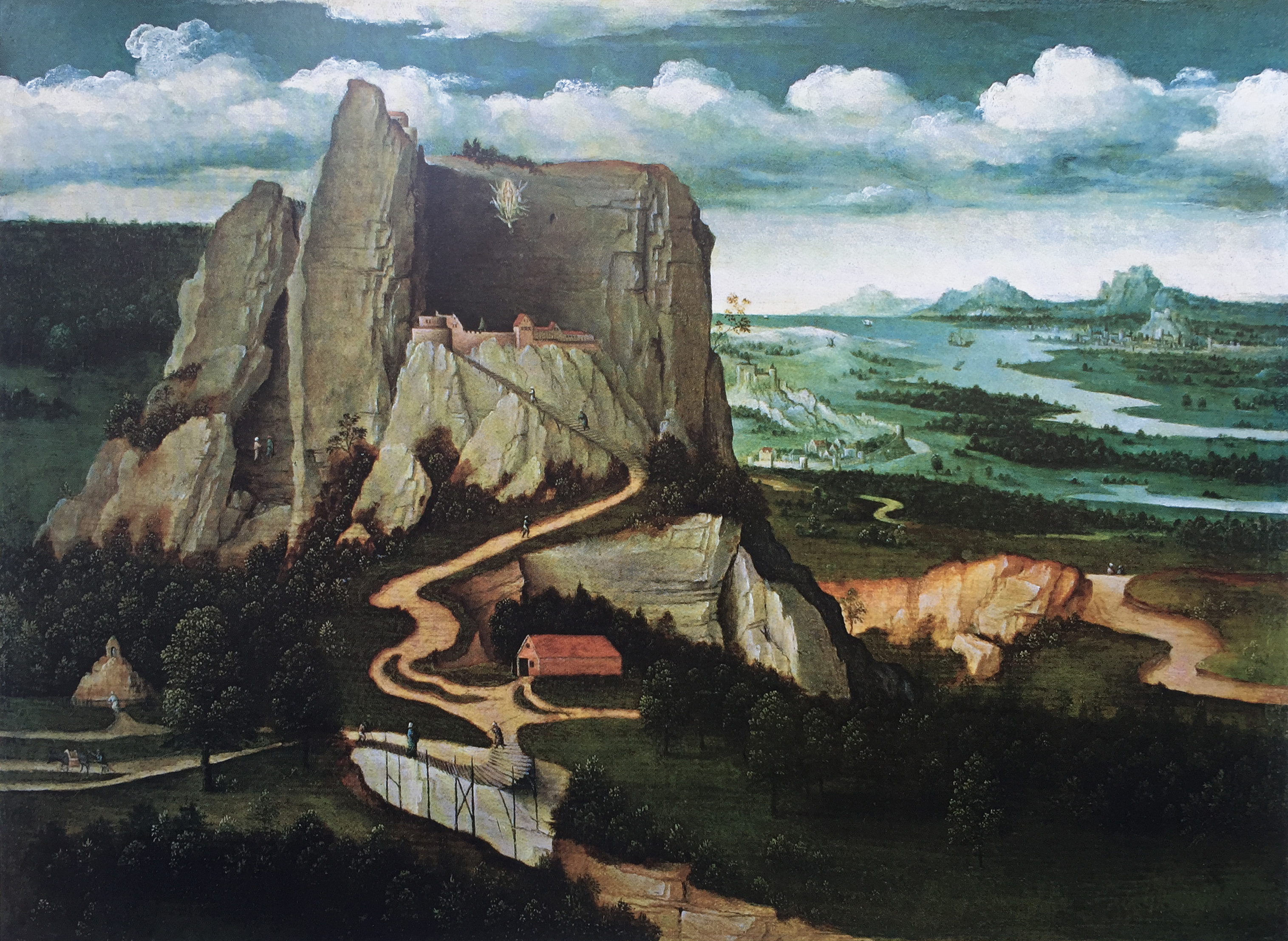
Paysage avec sainte Marie Madeleine en extase, Atelier de Joachim Patinier, óleo sobre tela, 26,2 cm por 36 cm, na Kunsthaus, Zürich

#### A Sainte-Baume
A montanha em plano intermédio com a sua gruta que abriga vários edifícios, incluindo um edifício circular com uma cúpula, parece vagamente baseado no Maciço de Sainte-Baume, na Provença. Esta montanha foi representada em várias das suas pinturas, sendo o motivo principal da pintura do seu atelier Paysage avec sainte Marie Madeleine en extase conservada na Kunsthaus de Zürich (imagem ao lado).
Este local foi desde a Idade Média, para toda a Europa cristã, um importante local de peregrinação e as representações desta montanha encontram-se em muitos documentos da Idade Média e do Renascimento, por exemplo, La Sainte-Baume, gravura sobre cobre, sem data, e Sainte Marie Madeleine'', gravura sobre madeira. Constava que era o local onde S. Maria Madalena, "que aspirava à contemplação das coisas elevadas", se tinha abrigado nos últimos trinta anos de vida.

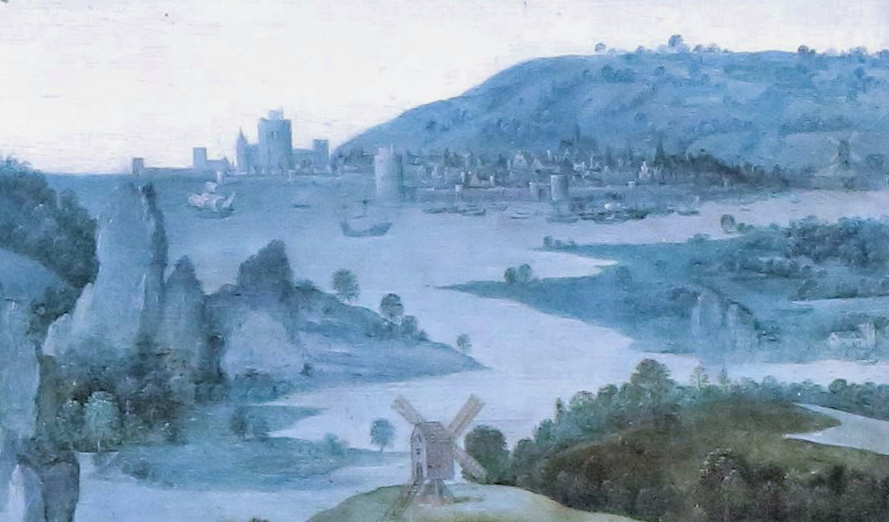
Detalhe do plano recuado de Descanso na Fuga para o Egipto.

Alguns estudiosos de Joachim Patinir deduziram, face à ocorrência deste motivo nas suas obras, que a pintura teria sido executada no local quando da viagem de Patinir a Itália, entre 1512 e 1515, na companhia de Gerard David. Mas, no presente, essa hipótese está posta de lado.

#### A paisagem

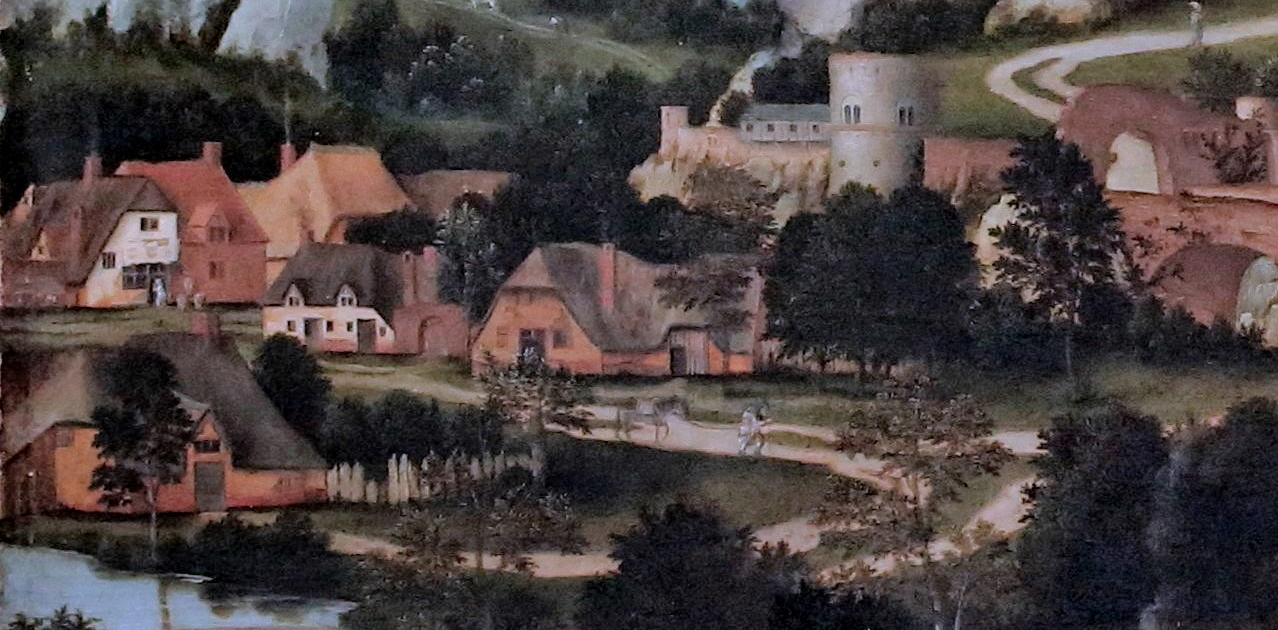
Detalhe do lado esquerdo do segundo plano de Descanso na Fuga para o Egipto

A especialidade de Patinir, reconhecida por Albrecht Dürer na sua estada nos Países Baixos em 1520-1521, aparece aqui na paisagem de fundo com os seus belos tons de azuis e detalhes incontáveis, com a cidade portuária, o estuário e a costa sinuosa com penhascos íngremes que lhe deram tanto sucesso..
O estilo da execução de espaços campestres do segundo plano, com as suas casas em que predomina o vermelho ocre, as suas árvores com folhagem mais realista do que o habitual e, na direita, a representação meticulosa do Massacre dos Inocentes parece, no entanto, de outro artista. Terá sido obra de um membro da oficina do mestre, ou de um colaborador ocasional?

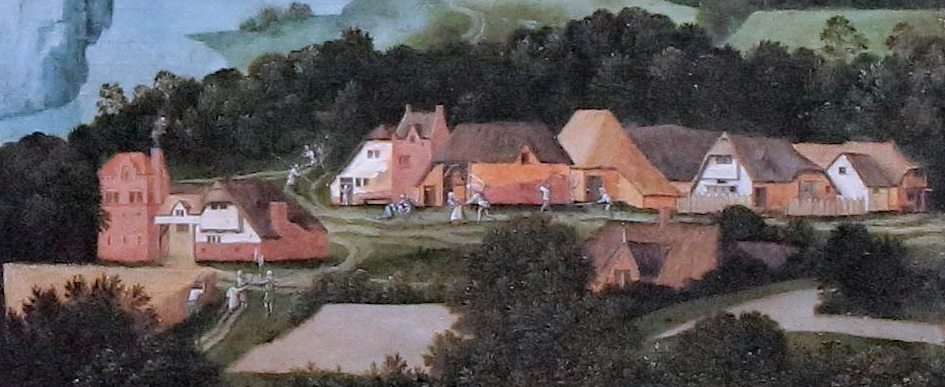
Detalhe do lado direito do segundo plano de Descanso na Fuga para o Egipto com o Massacre dos Inocentes.

### Os símbolos
No Renascimento, as pinturas de história estão cheias de símbolos sagrados e profanos. Sem nos determos sobre motivos triviais como a ponte sobre o rio, metáfora banal da passagem do tempo, a árvore coberta de granizo, imagem da vida nova de Cristo, ou os peregrinos caminhantes cuja interpretação é objecto de controvérsia, notam-se entre os símbolos identificadas pelos estudiosos de Patinir neste quadro, alguns motivos originais que merecem ser mencionados.
Assim, o Menino Jesus está virado para um pássaro empoleirado no topo de um arbusto morto. Este pássaro, um pintassilgo, simboliza a paixão. Além disso, o lado esquerdo da montanha que representa a Sainte Baume, parece uma máscara, que simboliza, segundo Guy de Tervarent, o vício, a fraude e o comércio sexual. A imagem está neste caso particularmente adequada ao local sagrado de Maria Madalena, padroeira das prostitutas.

## Galeria

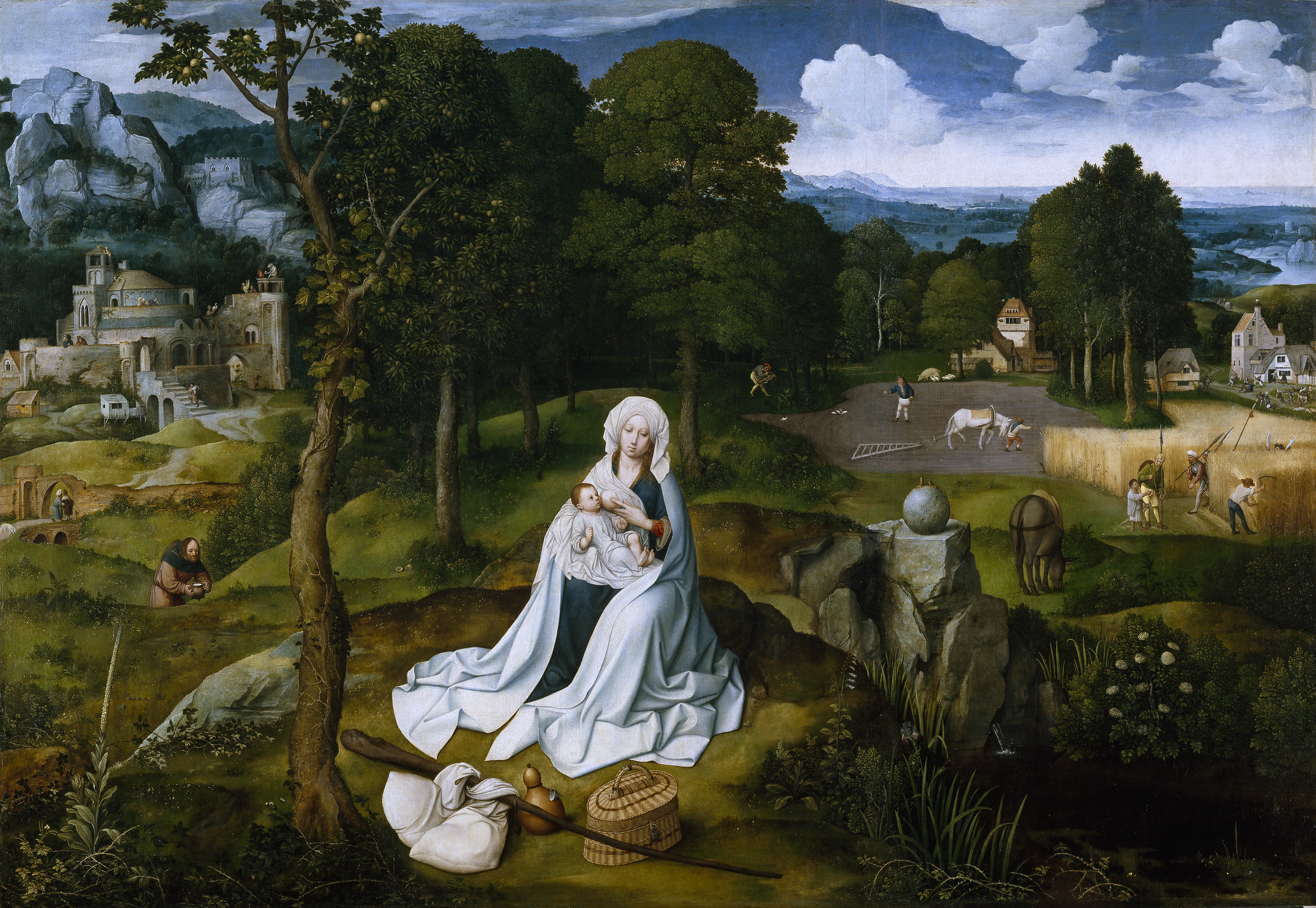
Joachim Patinir, Descanso na Fuga para o Egipto, Museu do Prado, Madrid, inv. P 1611.
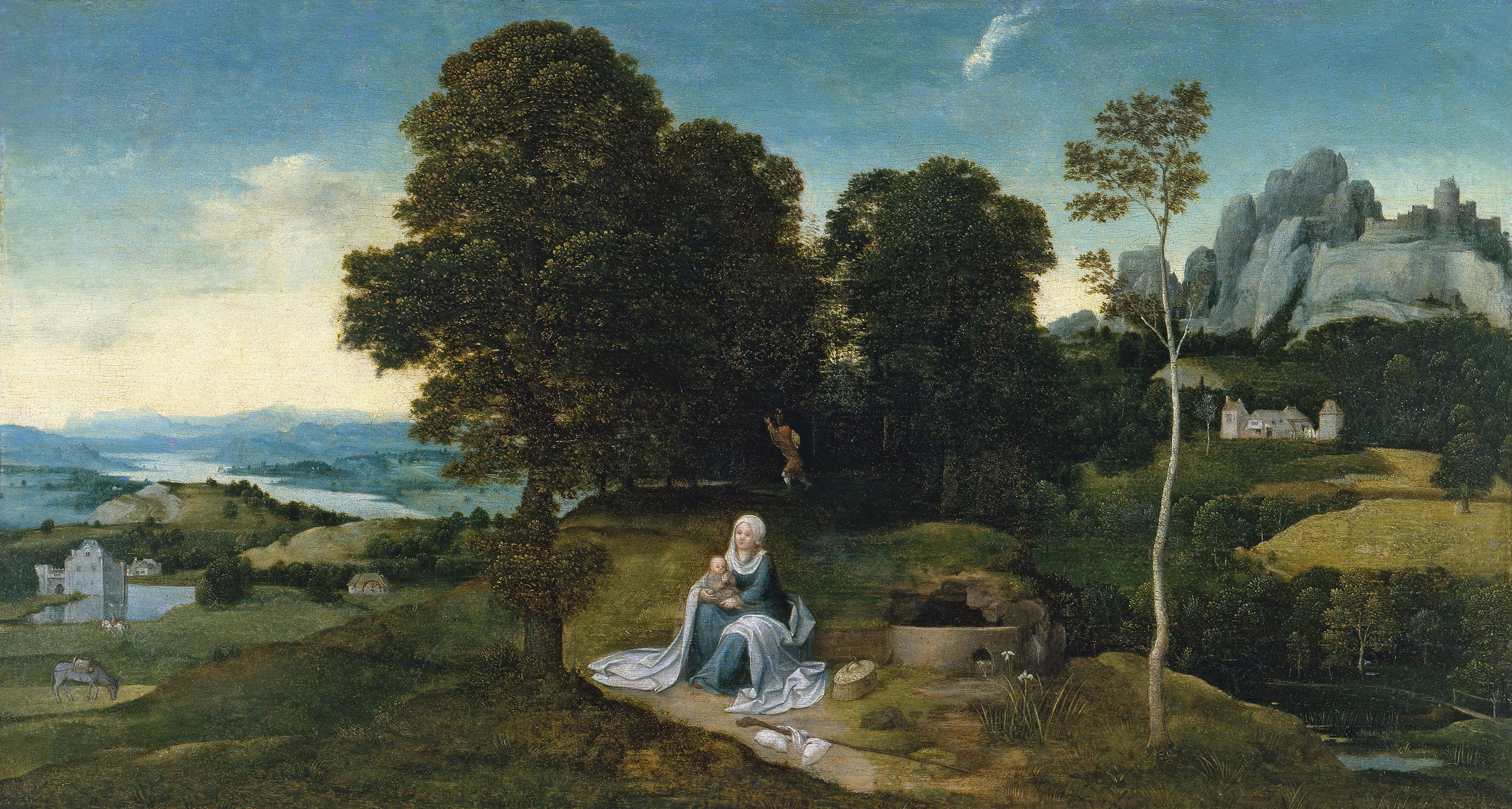
Atelier de Joachim Patinir, Descanso na Fuga para o Egipto, Museu Thyssen-Bornemisza, Madrid, inv. 314.